# Klassenjustitie
Van klassenjustitie is sprake wanneer meer vermogenden of beter opgeleiden door wetgeving, behandeling of rechterlijke uitspraken bevoorrecht worden ten opzichte van anderen. Wanneer leden van deze groep juist strenger beoordeeld worden spreekt men van omgekeerde klassenjustitie.

## Vormen van klassenjustitie
Klassenjustitie in het strafrecht betekent dat minder draagkrachtigen voor hetzelfde of een soortgelijk vergrijp zwaarder gestraft worden dan welgestelden, bijvoorbeeld als timmerlieden vaak tot gevangenisstraf worden veroordeeld wegens verduistering van een schroevendraaier, terwijl er nooit een hoogleraar wordt veroordeeld wegens verduistering van een ballpoint.
Klassenjustitie in het burgerlijk recht betekent dat bij conflicten tussen werkgevers en werknemers of tussen verhuurders en huurders de beslissing meestal in het voordeel van de meest vermogende partij uitvalt. De materiële wetgeving (huur- en arbeidsrecht) houdt overigens rekening met dit machtsverschil en beschermt de zwakkere partij enigszins tegen willekeur.
Het werd indertijd als oneerlijk ervaren dat de daders van de Baarnse moordzaak tijdens hun straf anders werden behandeld dan andere delinquenten. Zo mochten ze tijdens het uitzitten van hun straf met vakantie en werden zeilend op het water gezien.
In België werd er in 2023 door enkelen van klassenjustitie gesproken omtrent de straffen voor de Reuzegommers - een elitaire studentenvereniging - in het proces van Sanda Dia. YouTuber Acid schond hun anonimiteit door het delen van hun privégegevens. Dit deed hij omdat hij vond dat de straffen te laks waren. Door de commotie die daarop volgde, sprak hij over "twee maten en twee gewichten" in anticipatie van een potentiële vervolging. Niet veel later kreeg hij bijval op TikTok door CD&V-voorzitter Sammy Mahdi. Hij kreeg echter op zijn beurt ook kritiek van andere politici zoals Bart De Wever en Koen Geens die meenden dat hij zijn boekje te buiten ging als politicus en voor meer vertrouwen in de rechtsstaat pleitten.

## Mogelijke oorzaken van klassenjustitie
- Leden van de wetgevende en rechterlijke macht zouden meer begrip hebben voor mensen van hun eigen klasse, die academisch geschoolde welgestelde burgers zijn.
- Mensen met een hoger inkomen en betere opleiding kunnen zichzelf beter verdedigen en hebben betere toegang tot de advocatuur. Mensen met een lager inkomen zullen door de hoge kosten geneigd zijn een advocaat niet of te laat in te schakelen met juridische miskleunen tot gevolg die nadelig kunnen zijn voor de rechtspositie. Ook hebben ze minder of geen ervaring met advocaten en kunnen ze slechter goede van slechte advocaten onderscheiden.
- Hiermee samenhangend is de angst van veel mensen met een lager inkomen zonder academische opleiding voor de rechterlijke macht, waardoor ze minder snel geneigd zijn een juridische strijd aan te gaan en het sneller opgeven. Vaak is men bang dat een juridische strijd niet helpt of tot een nog slechtere positie leidt, bijvoorbeeld doordat ze in de kosten van de wederpartij kunnen worden veroordeeld. Hierdoor zijn ze ook makkelijker te intimideren.
- Veel mensen steken uit angst of onwetendheid hun kop in het zand en komen ook niet op de rechtszitting opdagen. Dit leidt tot een verstekvonnis ten nadele van hen.
- Rechters houden rekening met de toekomst van de dader. Een student zal bijvoorbeeld eerder een uitbrander krijgen van de officier van justitie en vervolgens vrijgesproken worden, dan een niet-studerende jongere. Rechters houden dus rekening met resocialisatie.
- Wanneer een rechter corrupt is, kan iemand van een hogere klasse met zijn hogere inkomen makkelijker een rechter omkopen.
- Beïnvloedbaarheid van de rechtspraak (o.a. vriendjespolitiek en belangenverstrengeling).
- Een verdachte beschikt over informatie die Justitie of de overheid in verlegenheid kan brengen en een harde aanpak of uitgebreid proces zou dit boven water kunnen brengen; om die reden kan Justitie de zaak willen seponeren of tegen een lage straf schikken. Dit speelde een rol in de zaak-Tonino, waarbij bij een Officier van Justitie kinderporno was aangetroffen op de computer, maar ook gevoelige informatie van het OM. Gespeculeerd werd dat vanwege dat laatste Justitie niet happig was op een vervolging voor de kinderporno, hoewel normaal gesproken een nultolerantiebeleid wordt gevoerd inzake kinderporno.
- Vermogende partijen kunnen de hoge proceskosten als strategisch middel inzetten om de wederpartij uit te putten. Ze kunnen bijvoorbeeld een partij op kosten jagen door telkens nieuwe rechtsmiddelen in te brengen waartegen de wederpartij zich wel moet verweren, tot deze financieel uitgeput raakt en het moet opgeven. Wanneer volledige kostenveroordeling mogelijk is kan een vermogende partij met dit doel zelfs opzettelijk zijn eigen kosten hoog laten oplopen.

## Maatregelen tegen klassenjustitie
- Een wetgevende macht die als gevolg van algemeen kiesrecht het hele volk vertegenwoordigt, zodat bij juiste toepassing van de wetten geen klassenjustitie kan optreden.
- Het garanderen van onafhankelijkheid van de rechterlijke macht.
- De vorming van organisaties van minder draagkrachtigen, zoals vakverenigingen, die de belangen van hun leden juridisch kunnen verdedigen.
- Juridische steun aan mindervermogenden door pro-Deoadvocaten en rechtswinkels.
- Juryrechtspraak, waarbij burgers uit alle klassen meewerken aan de rechtspraak.
- Aandacht voor de gevaren van klassenjustitie in de juridische opleiding.
- Laagdrempelige bindende geschillenbeslechting, bijvoorbeeld een klachtencommissie.
- De mogelijkheid van gezamenlijke civiele claims, waardoor kosten kunnen worden gedeeld.